# 基督教堂小修道院
基督教堂小修道院（Christchurch Priory）是英國多塞特郡克賴斯特徹奇的一座教堂。基督教徒小修道院是英格蘭最長的教區教堂，並且比21座英國聖公會座堂的規模都要大。這裡自800年時就開始有教堂。

## 外部連結
- The Official Christchurch Priory website （页面存档备份，存于）
- Bell's Cathedrals: Wimborne Minster and Christchurch Priory （页面存档备份，存于） - from Project Gutenberg.
- Christchurch Priory Photo Page

50°43′55″N 1°46′29″W / 50.73190°N 1.77466°W